# 徳応寺 (大分市)
徳応寺（とくおうじ）は、大分県大分市佐賀関にある浄土真宗本願寺派の寺院。

## 概要
佐賀関中心部にあり、国道217号（愛媛街道）の近くに位置する。

## 歴史
元和元年（1615年）に明通上人が、沖の島（現在の佐伯市蒲江沖にある離島）にあった徳応寺をこの地に移して再建したとされる。
文久4年（1864年）2月15日には、長崎へ向かう坂本龍馬や勝海舟らが、海路で九州に至り佐賀関に上陸。当寺に宿泊した。龍馬はこの時初めて九州の地を踏んだとされる。当寺には、当時の住職による龍馬や勝海舟らの宿泊者名や、乗船していた船の絵入りの記録が残されている。